# Maurice Steijn
Maurice Steijn (Den Haag, 20 november 1973) is een voormalig voetballer van ADO Den Haag en NAC Breda en een Nederlands voetbaltrainer. Sinds november 2024 is hij werkzaam als trainer van Sparta Rotterdam.

## Spelerscarrière
Steijn werd geboren in Moerwijk en groeide op in de Gaarden. Hij begon bij VIOS en kwam op zijn zevende bij ADO Den Haag, eerst in de amateurtak maar later bij de profs. Steijn speelde tussen 1993 en 1999 in totaal 98 wedstrijden voor ADO Den Haag en maakte daarin zes doelpunten. Hierna speelde hij nog twee seizoenen bij NAC Breda (36 wedstrijden, 1 doelpunt) waarna hij in 2001 na blessures zijn spelersloopbaan besloot. Steijn speelde nog enkele seizoenen in de Hoofdklasse voor FC Kranenburg en bouwde in het seizoen 2005/06 af bij de amateurs van ADO in de zondag tweede klasse.

### Statistieken
| Seizoen | Club         | Land      | Competitie     | Wedstrijden | Doelpunten |
| ------- | ------------ | --------- | -------------- | ----------- | ---------- |
| 1993/94 | ADO Den Haag | Nederland | Eerste divisie | 1           | 0          |
| 1994/95 | ADO Den Haag | Nederland | Eerste divisie | 12          | 1          |
| 1995/96 | ADO Den Haag | Nederland | Eerste divisie | 21          | 1          |
| 1996/97 | ADO Den Haag | Nederland | Eerste divisie | 16          | 1          |
| 1997/98 | ADO Den Haag | Nederland | Eerste divisie | 28          | 1          |
| 1998/99 | ADO Den Haag | Nederland | Eerste divisie | 20          | 2          |
| 1999/00 | NAC          | Nederland | Eerste divisie | 26          | 0          |
| 2000/01 | NAC          | Nederland | Eredivisie     | 10          | 1          |
| 2001/02 | NAC          | Nederland | Eredivisie     | 0           | 0          |
| Totaal  | Totaal       | Totaal    | Totaal         | 134         | 7          |

## Trainerscarrière

### ADO Den Haag
Steijn deed de PABO en gaf les in het basisonderwijs. Als trainer begon hij als assistent van Bob Kootwijk bij de ADO amateurs en trainde ook jeugdelftallen. Hierna werd hij assistent bij het eerste en trainde tot 30 maart 2010 het beloftenelftal van ADO Den Haag. Vanaf die datum werd hij aangesteld als interim-trainer bij ADO na het op non-actief zetten van Raymond Atteveld.
Na het vertrek van John van den Brom op 30 juni 2011 naar Vitesse werd Steijn aangesteld als hoofdtrainer van ADO. Op 5 februari 2014 werd Steijn na het verlies tegen Heracles Almelo ontslagen en opgevolgd door zijn assistent, oud-verdediger Henk Fraser.

### VVV-Venlo
Op 24 juni 2014 werd bekend dat Steijn voor twee jaar werd vastgelegd als de nieuwe coach van VVV-Venlo. In een eerder stadium wees hij een aanbod van de Venlonaren nog af, maar later ging hij alsnog in op de avances van de eerstedivisionist. Zijn aflopende contract werd begin 2016 nog eens met twee jaar verlengd. In zijn derde jaar bij VVV-Venlo slaagde de Hagenaar er in om kampioen te worden en daarmee promotie af te dwingen naar de Eredivisie. Voor deze prestatie kreeg Steijn na afloop van het seizoen 2016/17 de Gouden Stier uitgereikt, een uitverkiezing op basis van de stemmen van zowel de trainers en aanvoerders als de supporters in de Eerste divisie. Daarnaast won hij ook de Rinus Michels Award, een prijs die hem werd uitgereikt door zijn vakbroeders (CBV) en KNVB tijdens het nationale trainerscongres.
Op 26 juni 2017 kwamen VVV en Steijn overeen het contract tussentijds te verlengen met nog een extra jaar. VVV wist zich in het eerste eredivisie-seizoen onder Steijn te handhaven in de Eredivisie. Ondanks interesse van andere clubs kwamen beide partijen vervolgens een nieuwe verbintenis tot 1 juli 2021 overeen. Na het tweede eredivisie-seizoen, waarin VVV zich dankzij een 12e plaats opnieuw handhaafde, groeide de belangstelling voor de Hagenaar in binnen- en buitenland. 
Op 9 juni 2019 tekende Steijn een lucratief contract bij Al-Wahda FC uit de Verenigde Arabische Emiraten, waar hij de opvolger werd van Henk ten Cate. Begin oktober 2019 werd Steijn na drie speelrondes ontslagen.

### NAC Breda
In 2020/21 werd hij aangesteld als hoofdtrainer bij NAC Breda met een contract voor drie seizoenen. Steijn diende al in het eerste seizoen zijn ontslag in.

### Sparta Rotterdam
Steijn werd vanaf het seizoen 2022/23 de hoofdtrainer van Sparta Rotterdam. Hij tekende voor twee seizoenen. Na het voortijdig vertrek op 24 april 2022 van Henk Fraser als hoofdcoach van Sparta, werd Steijn de volgende dag vervroegd aangesteld als zijn opvolger. Zijn contract ging meteen in. Bij zijn aanstelling stond Sparta op de laatste plaats met nog vier wedstrijden te spelen, maar hij slaagde erin om degradatie naar de Eerste divisie te voorkomen. In het seizoen 2022/23 eindigde hij zesde met Sparta en dwong daarmee deelname af aan de play-offs om de tweede voorronde van de Conference League. In de finale van de play-offs speelde Sparta in de heenwedstrijd gelijk tegen FC Twente, maar in de Grolsch Veste werd met 1-0 verloren, waardoor Sparta zich niet kwalificeerde voor Europees voetbal.

### Ajax
Op 14 juni 2023 tekende Steijn een driejarig contract bij Ajax voor een gelimiteerde afkoopsom van 400.000 euro. Het ging in op 1 juli 2023. Onder Steijn beleefde Ajax de slechtste seizoenstart in de 67-jarige Eredivisie-historie. Op 23 oktober dat jaar werd het contract ontbonden. Ajax stond toen na zeven wedstrijden op de zeventiende en daarmee voorlaatste plaats van de Eredivisie.

### Terugkeer naar Sparta Rotterdam
Op 2 november 2024 bevestigde Sparta Rotterdam dat Steijn na een afwezigheid van ruim een jaar weer terug zou keren als hoofdtrainer van Sparta Rotterdam. Steijn tekende er een contract tot het einde van het seizoen 2024/25, nadat Jeroen Rijsdijk die Steijn opvolgde in Spangen op non-actief werd gesteld. Onder Steijn zakte Sparta voor de winterstop naar de zestiende plaats, wat inhoudt dat de club aan het eind van het seizoen veroordeeld is tot de play-offs tegen degradatie. Echter kon Steijn het tij keren en leidde een opmars van Sparta na de winterstop uiteindelijk tot de twaalfde plaats. Op 6 juni 2025 verlengde Steijn zijn contract bij Sparta tot medio 2026.

### Statistieken als coach
| Seizoen         | Competitie      | Club             | Stand           | Wedstr. | Ptn. | Bijzonderheden                                                           |
| --------------- | --------------- | ---------------- | --------------- | ------- | ---- | ------------------------------------------------------------------------ |
| 2009/10         | Eredivisie      | ADO Den Haag     | 15e             | 5*      | 6*   | Aangesteld als interim per 30 maart 2010                                 |
| 2011/12         | Eredivisie      | ADO Den Haag     | 15e             | 34      | 32   |                                                                          |
| 2012/13         | Eredivisie      | ADO Den Haag     | 9e              | 34      | 40   |                                                                          |
| 2013/14         | Eredivisie      | ADO Den Haag     | 18e             | 22      | 20   | Ontslagen op 5 februari 2014                                             |
| Club totaal     | Club totaal     | Club totaal      | Club totaal     | 95      | 98   |                                                                          |
| 2014/15         | Eerste divisie  | VVV-Venlo        | 7e              | 38      | 60   | Geplaatst voor de play-offs om promotie                                  |
| 2015/16         | Eerste divisie  | VVV-Venlo        | 2e              | 36      | 75   | Geplaatst voor de play-offs om promotie                                  |
| 2016/17         | Eerste divisie  | VVV-Venlo        | 1e              | 38      | 80   | Kampioen Eerste divisie en promotie naar Eredivisie                      |
| 2017/18         | Eredivisie      | VVV-Venlo        | 15e             | 34      | 34   | Handhaving in Eredivisie                                                 |
| 2018/19         | Eredivisie      | VVV-Venlo        | 12e             | 34      | 41   | Handhaving in Eredivisie                                                 |
| Club totaal     | Club totaal     | Club totaal      | Club totaal     | 180     | 290  |                                                                          |
| 2019/20         | UAE Pro League  | Al-Wahda FC      | 10e             | 3       | 3    | Ontslagen op 10 oktober 2019                                             |
| Club totaal     | Club totaal     | Club totaal      | Club totaal     | 3       | 3    |                                                                          |
| 2020/21         | Eerste divisie  | NAC Breda        | 5e              | 37      | 70   | Geplaatst voor de play-offs om promotie                                  |
| Club totaal     | Club totaal     | Club totaal      | Club totaal     | 37      | 70   |                                                                          |
| 2021/22         | Eredivisie      | Sparta Rotterdam | 14e             | 4       | 10   | Aangesteld als opvolger van Henk Fraser per 25 april 2022                |
| 2022/23         | Eredivisie      | Sparta Rotterdam | 6e              | 34      | 59   | Geplaatst voor de play-offs om tweede voorronde Europa Conference League |
| Club totaal     | Club totaal     | Club totaal      | Club totaal     | 37      | 66   |                                                                          |
| 2023/24         | Eredivisie      | AFC Ajax         | 17e             | 7       | 5    | Contract ontbonden op 23 oktober 2023                                    |
| Club totaal     | Club totaal     | Club totaal      | Club totaal     | 7       | 5    |                                                                          |
| 2024/25         | Eredivisie      | Sparta Rotterdam | 12e             | 23      | 28   | Aangesteld als opvolger van Jeroen Rijsdijk per 4 november 2024          |
| 2025/26         | Eredivisie      | Sparta Rotterdam | -               | -       | -    |                                                                          |
| Carrière totaal | Carrière totaal | Carrière totaal  | Carrière totaal | 383     | 563  |                                                                          |

### Erelijst als trainer
| Competitie              | Aantal | Jaren |
| ----------------------- | ------ | ----- |
| Nationaal               |        |       |
| Kampioen Eerste divisie | 1x     | 2017  |

## Trivia
Maurice Steijns zoon Sem werd eveneens profvoetballer. Op 6 december 2018 liet hij hem als trainer van VVV debuteren in een uitwedstrijd bij Feyenoord. Steijn was daarmee de vijfde coach die zijn eigen zoon liet debuteren in de Eredivisie.